# 納扎雷 (托坎廷斯州)
納扎雷（葡萄牙語：Nazaré），是巴西的城鎮，位於該國中部，由托坎廷斯州負責管轄，始建於1958年11月14日，面積396平方公里，海拔高度240米，2010年人口4,386，人口密度每平方公里11.08人。